# BMTブロードウェイ線
BMTブロードウェイ線（BMT Broadway Line）はニューヨーク市・マンハッタンを走るニューヨーク市地下鉄の路線である。大型車両を使用するBディビジョンに属する。2019年の時点で、急行線でN系統・Q系統、緩行線でR系統・W系統が運行されており、ラインカラーはいずれも黄色である。この路線はしばしば "N and R"と呼ばれるが、これはマンハッタン橋が架け替えのため長期に渡って閉鎖されていた際に、この2系統だけが運行されていたことに由来している。ブロードウェイ線はブルックリン・ラピッド・トランジット（後のブルックリン・マンハッタン・トランジット）がミッドタウンにアクセスするために建設された。
路線名はビージー・ストリートから7番街（タイムズスクエア）にかけてブロードウェイの地下を通ることにちなんでいる。また、ロウアー・マンハッタンのビージー・ストリート、ホワイトホール・ストリート、 トリニティ・プレイスおよびチャーチ・ストリートと、ミッドタウンの7番街、59丁目、60丁目も通っている。緩行線はイースト川をくぐる2本のトンネル（ブルックリン区にありBMT4番街線に向かうモンタギュー・ストリート・トンネルと、クイーンズ区にありBMTアストリア線に入る60丁目トンネルおよび60丁目トンネル連絡線）の全長に渡って延びている。急行線はキャナル・ストリート (マンハッタン)から57丁目の間を走っており、キャナル・ストリートで分岐してマンハッタン橋を渡りBMT4番街線に入るルートと、57丁目から北東に進み、セントラル・パークの下を通ってBMT63丁目線に入るルートがある（これまでは利用されていなかったが、IND2番街線で接続することが計画されている）。ブロードウェイ線は、1967年にBMTブライトン線とBMTウェストエンド線の大部分の列車がクリスティー・ストリート連絡線を経由してIND6番街線に移されたときまで、ブルックリンを走るBMTの路線の中で唯一デランシー・ストリートより北側からマンハッタンを抜ける出口であった。

## 路線概況

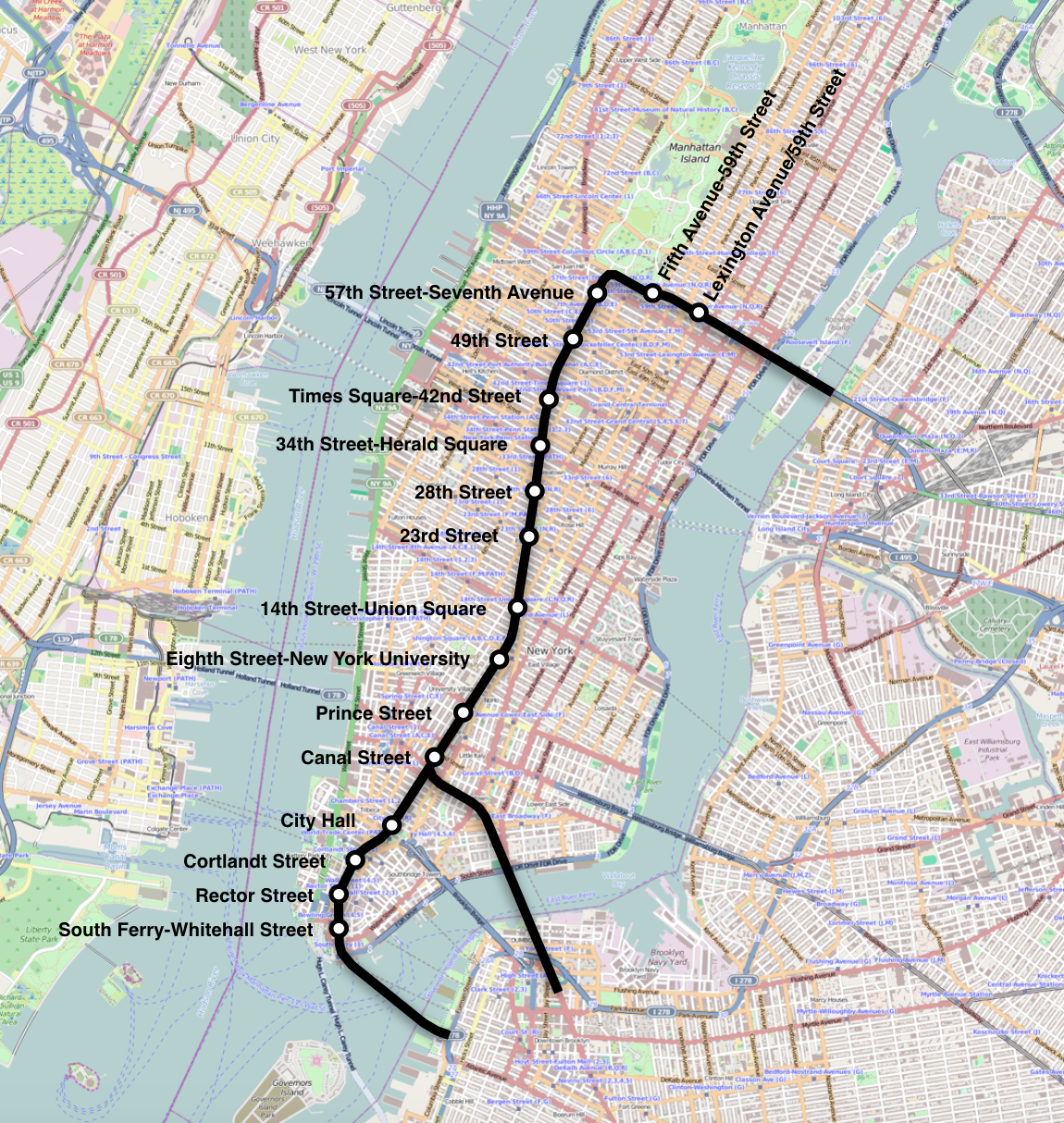
BMTブロードウェイ線の路線図。

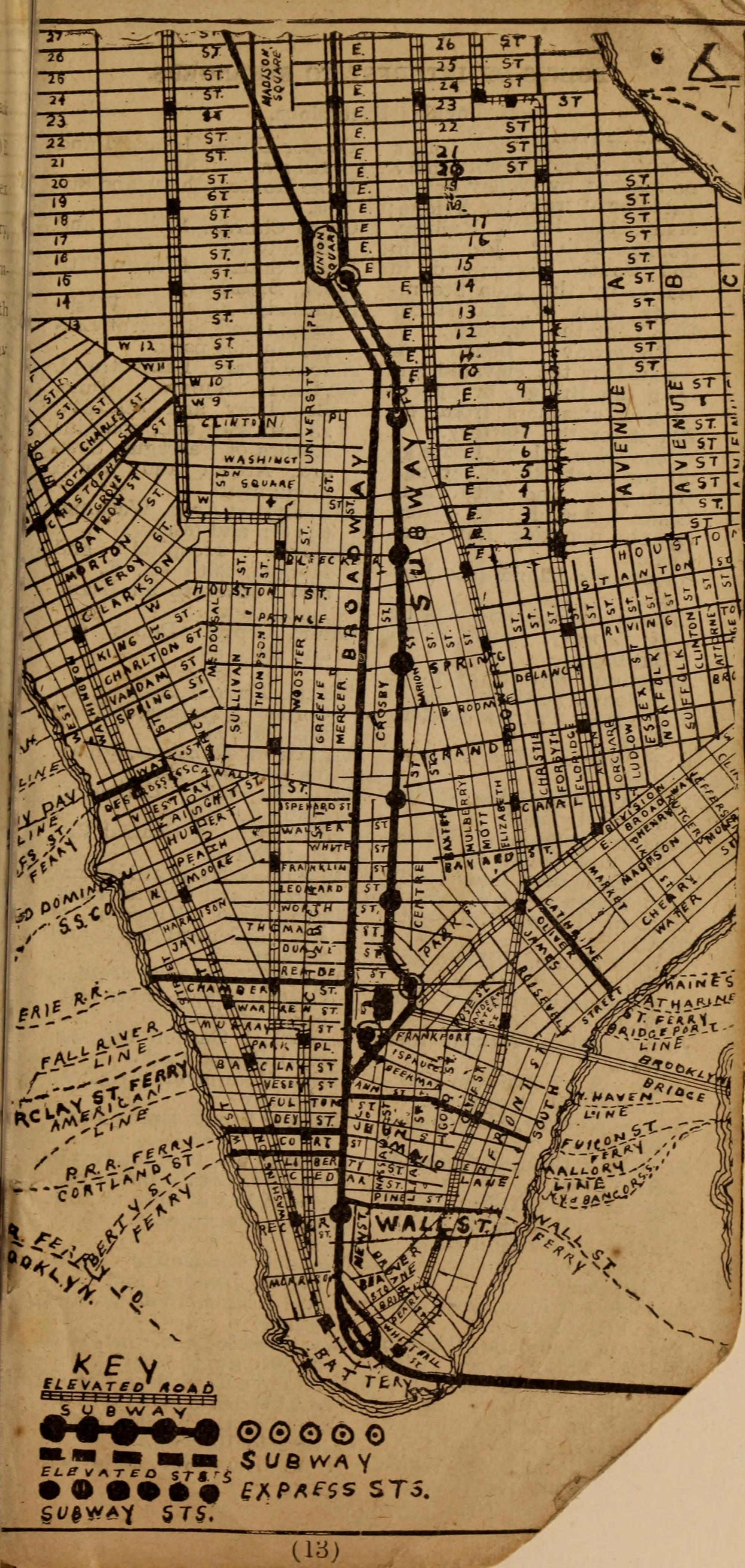
1903年当時のBMTブロードウェイ線路線図。

以下のサービスはブロードウェイ線を走行しており黄色で表示される。
| ルート | ルート         | サービス                         | サービス                                                | サービス                                  | サービス                            | サービス                                     | サービス                                     |          |
|        | 時間帯         | ホワイトホール・ストリート駅以南 | ホワイトホール・ストリート駅 - キャナル・ストリート駅間 | キャナル・ストリート駅 マンハッタン橋経由 | キャナル・ストリート駅 - 42丁目駅間 | 49丁目駅 ・ 57丁目駅                         | 57丁目駅 - 59丁目駅間                        |          |
| ------ | -------------- | -------------------------------- | ------------------------------------------------------- | ----------------------------------------- | ----------------------------------- | -------------------------------------------- | -------------------------------------------- | -------- |
|        | 平日           | 運行なし                         | 運行なし                                                | 急行                                      | 急行                                | 各駅停車                                     | 各駅停車                                     |          |
| 週末   | 運行なし       | 運行なし                         | 各駅停車                                                | 各駅停車                                  | 各駅停車                            | 各駅停車                                     |                                              |          |
| 夜間   | 各駅停車       | 各駅停車                         | 運行なし                                                | 各駅停車                                  | 各駅停車                            | 各駅停車                                     |                                              |          |
|        | 夜間を除く終日 | 運行なし                         | 運行なし                                                | 急行                                      | 急行                                | 急行                                         | 運行なし （57丁目駅以北は63丁目線に乗り入れ) |          |
| 夜間   | 運行なし       | 運行なし                         | 各駅停車                                                | 各駅停車                                  | 各駅停車                            | 運行なし （57丁目駅以北は63丁目線に乗り入れ) |                                              |          |
|        | 夜間を除く終日 | 各駅停車                         | 各駅停車                                                | 運行なし                                  | 各駅停車                            | 各駅停車                                     | 各駅停車                                     |          |
| 夜間   | 各駅停車       | 運行なし                         | 運行なし                                                | 運行なし                                  | 運行なし                            | 運行なし                                     |                                              |          |
|        | 平日           | 各駅停車 （ラッシュ時のみ）      | 各駅停車                                                | 運行なし                                  | 各駅停車                            | 各駅停車                                     | 各駅停車                                     | 各駅停車 |

BMTブロードウェイ線はクイーンズの60丁目トンネルから始まる。複線で60丁目（5番街東側）と59丁目（5番街西側）の地下を通過し、この区間にはレキシントン・アベニュー/59丁目駅と5番街-59丁目駅がある。その後南へ向かうと7番街に入り57丁目-7番街駅に到着する。ここまでの区間はBMTアストリア線からのN系統とW系統、INDクイーンズ・ブールバード線からのR系統が運行している。 
57丁目-7番街駅からはN系統とR系統、Q系統が通過してくる63丁目線からの2線が合流、急行線となって複々線となる。
ブロードウェイ線は7番街とブロードウェイの交差点まで複々線で進み、キャナル・ストリート駅に近づくとマンハッタン橋線が分岐し下層階へと降りる。
キャナル・ストリート駅を出ると急行線は下層階へと降り、次のシティ・ホール駅の下層階で終わる。この線路は留置線などとしての使用のみで旅客列車の運行は無い。その後、緩行線は複線でサウス・フェリー-ホワイトホール・ストリート駅へと南に向かう。サウス・フェリー-ホワイトホール・ストリート駅は2面3線の駅で中央の線路はW系統と深夜帯のN系統の終点として使用されている。また、モンタギュー・ストリート・トンネルの南に建設される予定であったブルックリンのアトランティック・アベニューに接続するトンネル方面への延伸するための空間がある。なお、このトンネルはロウアー・マンハッタン-ジャマイカ/JFK・トランスポーテーション・プロジェクトの一環としてニューヨーク交通博物館内コート・ストリート駅への接続に使用する計画が提出されている。
その後N系統とR系統の走行する線路は東へ進路を変え、BMTナッソー・ストリート線との分岐点（定期列車の通過無し）を通り過ぎ、モンタギュー・ストリート・トンネルでイースト川を潜りブルックリンに入る。

## 駅一覧
| 凡例                                    | 凡例                         |
| --------------------------------------- | ---------------------------- |
| Stops all times                         | 終日停車                     |
| Stops all times except late nights      | 深夜を除き終日停車           |
| Stops late nights only                  | 深夜のみ停車                 |
| Stops late nights and weekends          | 深夜・週末のみ停車           |
| Stops weekdays only                     | 平日のみ停車                 |
| Stops rush hours only                   | ラッシュ時のみ停車           |
| Stops rush hours in peak direction only | ラッシュ時の混雑方向のみ停車 |
| 時間帯詳細                              |                              |

| 所在地                                                                          | バリアフリー・アクセス                                                         | 駅名                                                                           | 線路                                                                           | 系統                                                                           | 開業日                                                                         | 乗換・備考 |
| BMTアストリア線 (N W ) と60丁目トンネル連絡線 (R ) が合流 60丁目トンネルを通過  | BMTアストリア線 (N W ) と60丁目トンネル連絡線 (R ) が合流 60丁目トンネルを通過 | BMTアストリア線 (N W ) と60丁目トンネル連絡線 (R ) が合流 60丁目トンネルを通過 | BMTアストリア線 (N W ) と60丁目トンネル連絡線 (R ) が合流 60丁目トンネルを通過 | BMTアストリア線 (N W ) と60丁目トンネル連絡線 (R ) が合流 60丁目トンネルを通過 | BMTアストリア線 (N W ) と60丁目トンネル連絡線 (R ) が合流 60丁目トンネルを通過 | BMTアストリア線 (N W ) と60丁目トンネル連絡線 (R ) が合流 60丁目トンネルを通過 |
| ------------------------------------------------------------------------------- | ------------------------------------------------------------------------------ | ------------------------------------------------------------------------------ | ------------------------------------------------------------------------------ | ------------------------------------------------------------------------------ | ------------------------------------------------------------------------------ | --- |
| ミッドタウン                                                                    |                                                                                | レキシントン・アベニュー/59丁目駅                                              | 緩行線                                                                         | N R W                                                                          | 1919年9月1日                                                                   | 4 5 6 <6> (IRTレキシントン・アベニュー線) メトロカード利用による改札外乗換: F <F> N Q R (63丁目線レキシントン・アベニュー-63丁目駅) ルーズベルト・アイランド・トラムウェイ               |
| ミッドタウン                                                                    |                                                                                | 5番街-59丁目駅                                                                 | 緩行線                                                                         | N R W                                                                          | 1919年9月1日                                                                   | |
| ミッドタウン                                                                    | 63丁目線が合流 (N Q R ) 、急行線となる。                                       |                                                                                |                                                                                |                                                                                |                                                                                | |
| ミッドタウン                                                                    | Elevator access to mezzanine only                                              | 57丁目-7番街駅                                                                 | 急行線・緩行線                                                                 | N Q R W                                                                        | 1919年7月10日                                                                  | |
| ミッドタウン                                                                    | ↑                                                                              | 49丁目駅                                                                       | 緩行線                                                                         | N Q R W                                                                        | 1919年7月10日                                                                  | エレベーターは北行ホームのみ |
| ミッドタウン                                                                    | バリアフリー・アクセス                                                         | タイムズ・スクエア-42丁目駅                                                    | 急行線・緩行線                                                                 | N Q R W                                                                        | 1918年1月5日                                                                   | 1 2 3 (IRTブロードウェイ-7番街線) 7 (IRTフラッシング線) S (42丁目シャトル) A C E (IND8番街線42丁目-ポート・オーソリティ・バスターミナル駅) ポート・オーソリティ・バスターミナル          |
| ミッドタウン                                                                    | バリアフリー・アクセス                                                         | 34丁目-ヘラルド・スクエア駅                                                    | 急行線・緩行線                                                                 | N Q R W                                                                        | 1918年1月5日                                                                   | B D F <F> M (IND6番街線) ：M34/M34A パストレイン33丁目駅 |
| ノマド                                                                          |                                                                                | 28丁目駅                                                                       | 緩行線                                                                         | N Q R W                                                                        | 1918年1月5日                                                                   | |
| フラットアイアン・ディストリクト                                                |                                                                                | 23丁目駅                                                                       | 緩行線                                                                         | N Q R W                                                                        | 1918年1月5日                                                                   | ：M23 |
| ユニオンスクエア                                                                | バリアフリー・アクセス                                                         | 14丁目-ユニオン・スクエア駅                                                    | 急行線・緩行線                                                                 | N Q R W                                                                        | 1917年9月4日                                                                   | 4 5 6 <6> (IRTレキシントン・アベニュー線) L (BMTカナーシー線) |
| グリニッジ・ヴィレッジ                                                          |                                                                                | 8丁目-ニューヨーク大学駅                                                       | 緩行線                                                                         | N Q R W                                                                        | 1917年9月4日                                                                   | |
| ソーホー                                                                        |                                                                                | プリンス・ストリート駅                                                         | 緩行線                                                                         | N Q R W                                                                        | 1917年9月4日                                                                   | |
| チャイナタウン                                                                  |                                                                                | キャナル・ストリート駅                                                         | 急行線 (下層階)                                                                | N Q                                                                            | 1917年9月4日                                                                   | 4 6 <6> (IRTレキシントン・アベニュー線) J Z (BMTナッソー・ストリート線) 改称前の急行線はブロードウェイ駅                                                                                 |
| チャイナタウン                                                                  | 緩行線 (上層階)                                                                | キャナル・ストリート駅                                                         | N R W                                                                          | 1918年1月5日                                                                   |                                                                                | 4 6 <6> (IRTレキシントン・アベニュー線) J Z (BMTナッソー・ストリート線) 改称前の急行線はブロードウェイ駅                                                                                 |
| 急行線はマンハッタン橋南側に分岐 (N Q )                                         |                                                                                |                                                                                |                                                                                |                                                                                |                                                                                | |
| シヴィック・センター                                                            |                                                                                | シティ・ホール駅                                                               | 緩行線                                                                         | N R W                                                                          | 1918年1月5日                                                                   | |
| フィナンシャル・ディストリクト                                                  | バリアフリー・アクセス                                                         | コートランド・ストリート駅                                                     | 緩行線                                                                         | N R W                                                                          | 1918年1月5日                                                                   | IRTブロードウェイ-7番街線 (2 3 ) パークプレイス駅 IND8番街線 (A C ) チェンバーズ・ストリート駅 IND8番街線 (E ) ワールド・トレード・センター駅 パストレインワールド・トレード・センター駅 |
| フィナンシャル・ディストリクト                                                  |                                                                                | レクター・ストリート駅                                                         | 緩行線                                                                         | N R W                                                                          | 1918年1月5日                                                                   | |
| フィナンシャル・ディストリクト                                                  |                                                                                | ホワイトホール・ストリート-サウス・フェリー駅                                  | 急行線・緩行線                                                                 | N R W                                                                          | 1918年9月20日                                                                  | 1 (IRTブロードウェイ-7番街線) ：M15 スタテン島フェリーサウス・フェリー |
| BMTナッソー・ストリート線 (定期運行なし) と合流                                 |                                                                                |                                                                                |                                                                                |                                                                                |                                                                                | |
| モンタギュー・ストリート・トンネルでブルックリンに入りBMT4番街線になる (N R W ) |                                                                                |                                                                                |                                                                                |                                                                                |                                                                                | |